# John Kessel
John Kessel, född 24 september 1950 i Buffalo, New York, USA, fantasy- och science fiction-författare, belönades 1982 med Nebulapriset för kortromanen Another Orphan.